# 컴벌랜드 공작 윌리엄 오거스터스
컴벌랜드 공작 윌리엄 오거스터스(William Augustus, Duke of Cumberland, 1721년 4월 26일 ~ 1765년 10월 31일)는 영국의 왕족이다. 최종 계급은 영국 육군 준장이다. 그레이트브리튼과 아일랜드 왕국의 국왕 조지 2세와 캐롤라인 폰 안스바흐의 셋째 아들로 태어났으며 1726년 컴벌랜드 공작위를 수여받았다. 일반적으로는 자코바이트 반란에 의한 1746년의 컬로든 전투의 진압으로 유명하며, '도살공' 컴벌랜드('Butcher' Cumberland)라는 별명으로도 알려져 있다. 컬로든 전투 이후 군 경력은 화려했다. 1757년의 클로스테르체벤 협정 이후 전장을 떠나 정치와 경마로 관심을 돌렸다.

## 생애
1721년 레스터 필즈(현재 웨스트민스터, 레스터 광장)의 레스터 하우스에서 태어났다. 이곳은 할아버지인 조지 1세가 영국 국왕으로 즉위한 후에 부모님이 이주한 곳이었다. 윌리엄의 대부모에는 프로이센의 왕과 여왕(부계 숙모)이 있었지만 대리인을 통해 참여하였다. 1726년 7월 27일, 단지 5세의 나이로 그는 컴벌랜드 공작, 하트포드군의 버크햄스테드 후작, 서리군의 케닝튼 백작, 콘월군의 트레메이튼 자작, 그리고 올더니섬의 남작이 되었다.
어린 컴벌랜드는 좋은 교육을 받았다. 어머니 캐롤라인은 에드먼드 핼리를 가정교사로 고용하기도 했다. 또 다른 가정교사(때를 따라 컴벌랜드의 대리인이 되기도 한)로는 어머니가 가장 좋아했던 예술품 수집가 앤드류 퐁텐이 있었다. 햄프턴 코트 궁전에서, 윌리엄 켄트는 그를 위해 특별한 복합 건물을 설계하기도 했다.
맏형인 웨일스 공 프레더릭는 컴벌랜드 공작령과 왕의 영지를 나누는 것을 제안하고 프레더릭은 영국의 땅을 차지하고, 컴벌랜드에겐 하노버를 가지라고 제의했으나 결국 무산되었다.

## 초기 군경력
컴벌랜드는 어린 시절부터 용감하고 육체적인 능력이 뛰어나 그것이 부모를 기쁘게 했다. 4살 때 제2 보병 근위대에 등록해 바스 훈장을 수여받았다. 국왕 부부는 컴벌랜드를 해군 본부에 장교로 입대시킬 생각이었다. 1740년 컴벌랜드는 지원병으로 존 노리스 휘하의 함대에서 항해에 나섰지만, 해군에는 적응을 하지 못했다. 대신 이듬해인 1741년 2월 20일에 제1 근위 보병 연대의 대령의 지위를 약속받았다.

## 오스트리아 왕위 계승 전쟁
1742년 12월, 컴벌랜드는 21세의 나이로 육군 소장이 되었고, 이듬해 1743년에 처음으로 독일에서 전장을 경험했다. 1742년 12월, 컴벌랜드는 21세의 나이로 육군 소장이 되었고, 이듬해 1743년에 처음으로 독일에서 전장을 경험했다. 조지 2세와 그의 용맹한 아들 (martial boy) 컴벌랜드는 1743년 6월 27일, 데팅겐 전투의 승리를 나누었고, 이 전투에서 다리에 소총탄에 맞아 부상을 입었다. 이 전투가 끝난 후 그는 육군 중장으로 취임했다.

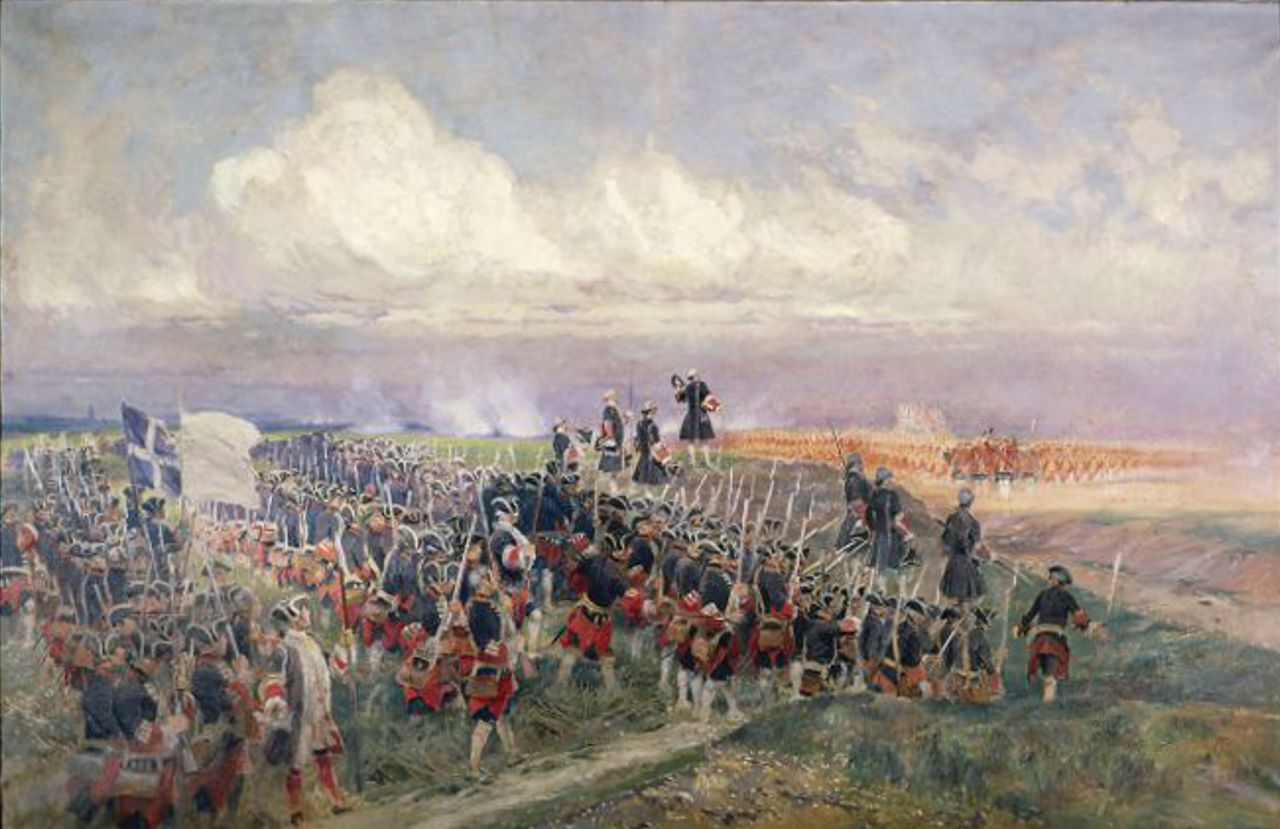
1745년 퐁트누아 전투는 컴벌랜드가 사령관으로 지휘한 첫 전투였다.

1745년 컴벌랜드는 영국 육군 총사령관이라는 칭호를 얻었고, 경험이 없었음에도 불구하고 플랑드르에서 영국과 하노버, 오스트리아, 네덜란드 연합군을 총 지휘했다. 당초 컴벌랜드는 프랑스를 공격하여, 파리를 공략하는 흐름을 만들고 싶어 했다. 그러나 보좌관들은 적군이 압도적인 수적 우세에 있기 때문에 그런 계획은 불가능하다고 그를 설득했다.

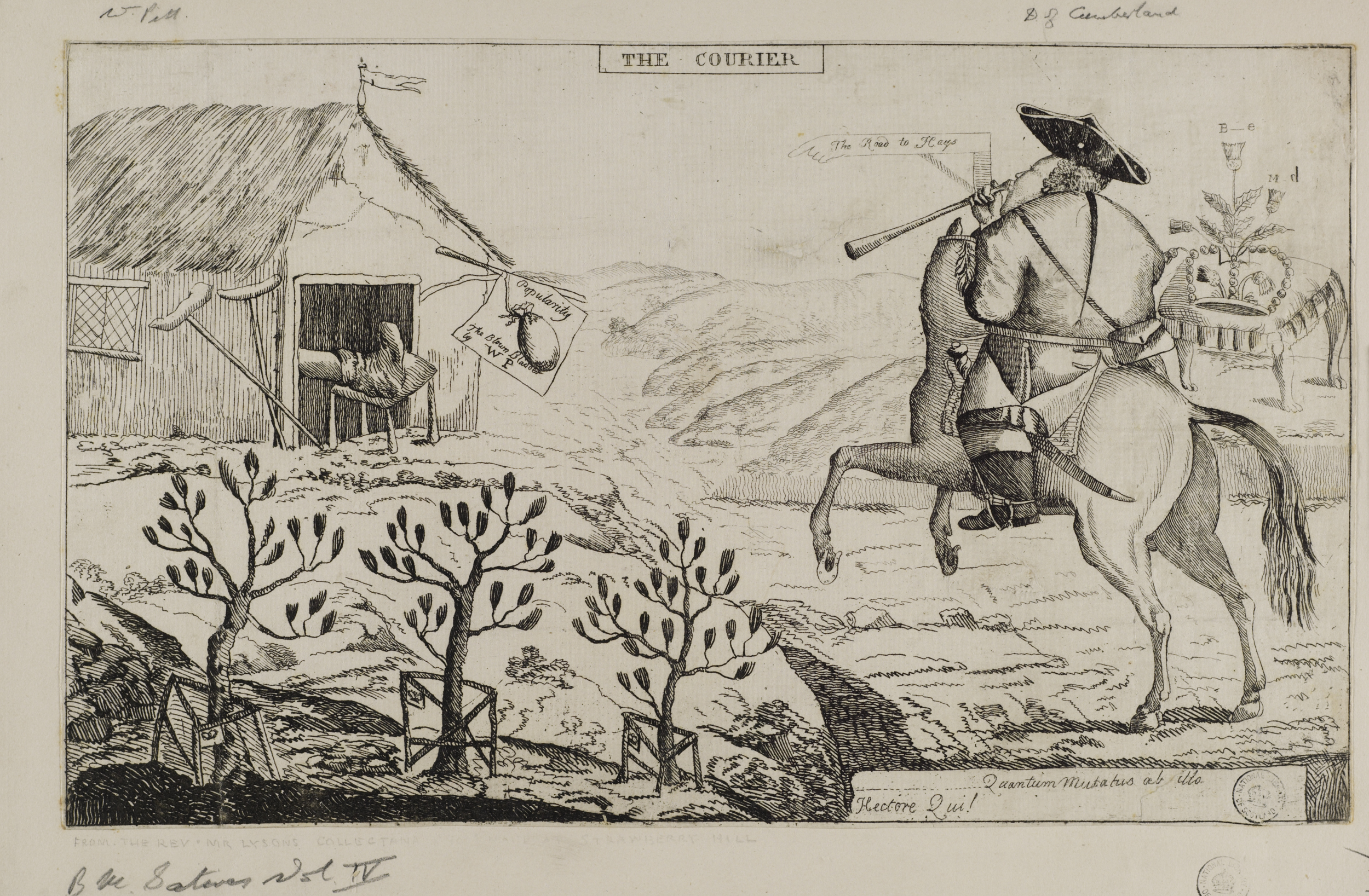
컴벌랜드 공작에 대한 자코바이트의 풍자

결국 프랑스 측의 의도는 투르네를 취할 것이라는 것이 명백해졌고, 컴벌랜드는 모리스 드 삭스 원수가 포위하고 있던 투르네를 구원하기 위해 진군을 했다. 1745년 5월 11일의 퐁트누아 전투의 결과, 영국 · 네덜란드 · 오스트리아 연합군은 프랑스에게 패했다. 삭스는 영국군 상대로 전장을 선제적으로 선택하여 인근 숲에 많은 저격병을 배치했다. 반면, 컴벌랜드는 작전 계획을 세운 시점에서 숲에 적병이 숨어 있을 수 있다는 위협을 무시했다. 대신 퐁트누아를 탈환하고, 근처에 있던 프랑스 주력군을 공격할 생각에 집중했다. 연합군이 승리할 것이라고 많은 사람들이 믿고 있었던 프랑스 중심부에 대한 영국-하노버 연합군의 공격에도 불구하고, 숲의 저격수를 일소시키지 못한 것과 네덜란드군이 퐁트누아를 함락한 것은 컴벌랜드가 이끄는 군대를 철수할 수밖에 없게 했다. 이 전투가 끝난 후, 컴벌랜드는 종종 전술을 비판받았고, 특히 숲을 확보하지 못한 것은 비판의 대상이 되었다. 이 전투로 인해, 컴벌랜드는 브뤼셀로 퇴각해야 했으며, 겐트, 브뤼헤, 오스텐더의 함락을 저지하는 것은 불가능하게 되었다.

## 자코바이트 반란
당시의 지도자급 영국 장군으로 컴벌랜드는 1745년 자코바이트 반란에서 제임스 2세의 직계인 찰스 에드워드 스튜어트(젊은 왕위 참칭자)의 왕좌 탈취를 단호히 저지하는 임무를 맡았다. 컴벌랜드의 취임은 환영을 받았으며, 국민과 부대의 사기를 높였다.
플랑드르에서 소환된 이후 컴벌랜드는 이 반란을 진압하기 위한 준비를 해왔다. 자코바이트 군은 잉글랜드를 향해 남진하여 영국 내의 자코바이트 반란군 그들에게 합류하기를 기대했다. 그러나 맨체스터 연대와 같은 한정된 지원 밖에 받지 못하자, 자코바이트 군은 스코틀랜드로 철수하기로 결정했다.
컴벌랜드는 존 리고니에 백작 휘하의 미들랜드 군에 합류하여 적을 추격하기 시작했다. 자코바이트 군이 더비에서 북쪽으로 철수를 시작했기 때문이다. 1745년 12월, 펜리스에 도착하자마자, 미들랜드 군의 전방 부대가 클리프톤 무어에서 격퇴당했으며, 컴벌랜드는 철수 중인 스코틀랜드 군을 따라 잡을 희망이 없다는 것을 알게 되었다. 칼라일을 되찾은 후 컴벌랜드는 런던으로 소환되었다. 런던에서 프랑스의 침략을 상정한 대전의 준비가 진행되었다. 1746년 1월 컴벌랜드 대신 지휘를 맡은 헨리 하울리의 패배는 영국 국민들에게 공포를 불러 일으켰다. 집단 총격으로 80명의 기병이 쓰려져 죽었는데, 이것이 폴커크 무어 전투이다.

## 컬로든 전투
1746년 1월 30일에 컴벌랜드는 에든버러에 도착 즉시 찰스의 정찰에 들어갔다. 애버딘까지 우회를 하며 나갔고, 그곳에서 다가오는 전투에서 대비하여 좋은 장비를 갖춘 부대를 단련시키며 약간의 시간을 보냈다.